# Simon van der Meer
Simon van der Meer, nizozemski fizik, * 24. november 1925, Haag, Nizozemska, † 4. marec 2011, Ženeva, Švica.
Van der Meer je leta 1984 skupaj z Rubbiom prejel Nobelovo nagrado za fiziko kot priznanje za odločilni prispevek k velikemu projektu v CERN, ki je vodil k odkritju delcev polja bozonov W in Z, ki posredujeta šibko interakcijo.
Študiral je tehniško fiziko na Tehniški univerzi v Delftu, kjer je leta 1952 diplomiral. Nekaj časa je delal za Philips, leta 1959 pa se je zaposlil v CERN, kjer je ostal do svoje upokojitve leta 1990.